# Axel Foley

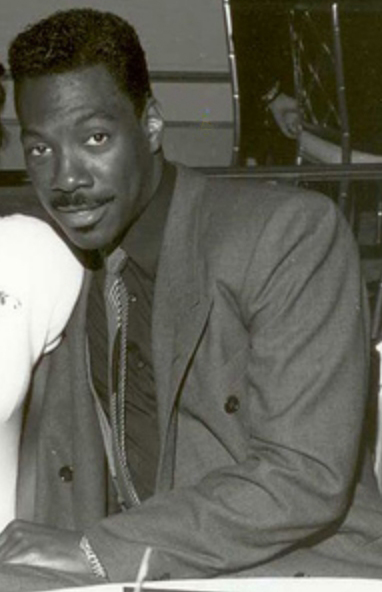
Eddie Murphy (1988)

Detective Axel Foley ist die fiktive Hauptfigur der vierteiligen Filmreihe Beverly Hills Cop aus den Jahren 1984 bis 2024. Sie wird von Eddie Murphy dargestellt.

## Entstehung des Namens
Don Simpson und Jerry Bruckheimer hatten die Rolle des Polizisten in der Action-Komödie im Vorfeld an Sylvester Stallone vergeben. Dieser sagte jedoch zu Gunsten von Die City-Cobra kurzfristig ab. Eddie Murphy, Star bei Saturday Night Live, übernahm und wollte aufgrund seiner geschickten Art, allmögliche Geräusche mit dem Mund improvisieren zu können, „Foley“ heißen. Foley Artists (Geräuschemacher) sind jene Crew-Mitarbeiter, die in einem Kinofilm für die Sound-Effekte verantwortlich sind. Der Vorname „Axel“ dient einer Persiflage eines Sketches in einer Saturday-Night-Live-Folge aus dem Kinofilm Mad Max mit Mel Gibson.

## Mythos „Axel F.“
Der Name erlangte schnell große Beliebtheit und ist nach einer Umfrage des amerikanischen Fernsehsenders HBO weltweit der bekannteste Filmrollenname. Der Name Axel Foley sowie die Kurzfassung Axel F. sind markenrechtlich von Paramount Pictures geschützt.

## Musik Axel F
Die von Harold Faltermeyer komponierte und interpretierte Filmmusik Axel F wurde zu einem der größten Filmmusik-Hits der Filmgeschichte und mehrfach gecovert. Der Soundtrack zu Beverly Hills Cop gewann unter anderem einen Grammy im Jahr 1986 als Bestes Album mit Originalmusik geschrieben für einen Film oder ein Fernsehspecial.